# Buddhistický symbolismus

Dharmačakra, kolo s osmi paprsky symbolizující Osmidílnou stezku

Buddhistický symbolismus je značně propracovaný a díky velkému množství různých škol a směrů poměrně složitý. Gautama Buddha sice zemřel pravděpodobně v 5. století př. n. l., avšak první dochované buddhistické symboly pocházejí až ze 3. století př. n. l. Od 1. století pak byly symboly postupně nahrazovány zobrazeními Buddhy v antropomorfní podobě, avšak symboly dodnes tvoří důležitou součást buddhistické kultury.
V tibetském buddhismu patří k tradičnímu buddhistickému umění barevné svinovací malby zvané thangky. Ty jsou vyráběny často dlouholetě školenými mnichy a mají přesně stanovené proporce a danou symboliku. Většinou zobrazují výjevy ze života Buddhy, kolo života či některá z vadžrajánových jidamů jako jsou bódhisattvové, dharmapálové apod.

## Klasické symboly

Mezinárodní buddhistická vlajka

Zejména v tibetském buddhismu patří Osm šťastných symbolů mezi nejoblíbenější symboly vůbec. Jedná se o slunečník, zlaté ryby, číši s pokladem, lotos, pravotočivou ulitu, nekonečný uzel, praporec vítězství a kolo dharmy. S těmito symboly se lze se v některých částech Asie setkat na zcela běžných místech, jako jsou bankovky apod.
Dalším důležitým buddhistickým symbolem je svastika. Většinou reprezentuje dharmu, Buddhovo učení. V čínském prostředí svastika bývá interpretována jako symbol věčnosti, která odpovídá duchu Buddhy, pročež někdy bývá zobrazována na prsou Buddhy.
V roce 1880 J. R. de Silva a plukovník Henry Steel Olcott vytvořili buddhistickou vlajku jako symbol znovuoživení buddhismu na Srí Lance. Na Světovém buddhistickém kongresu v roce 1952 byla přijata jako mezinárodní buddhistická vlajka. Plukovník Olcott vytvořil vlajku z pěti barev, o nichž se domníval, že začaly zářit z Buddhova těla po jeho duchovním probuzení. Svislé pruhy vlajky symbolizují barvy Buddhovy aury, které jsou popsány v pálijském kánonu.

## Mudry

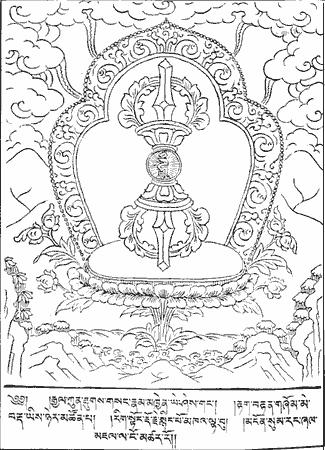
Mezinárodní buddhistická vlajka

Mudry, neboli gesta, jsou častým prvkem u jednotlivých vyobrazení zejména bódhisatvů a buddhů. Tato gesta mohou být v zásadě dvojí: gesta tělem nebo rukou a prsty. Ve většině případů jsou však rukou a s pomocí prstů. Takových druhů muder, předváděných s pomocí rukou a prstů může být až několik desítek. Mezi nejznámější mudry patří bhúmisparšamudra, doslova „gesto dotyku země“, které použil Gautama Buddha, když byl na cestě k probuzení.

## Atributy
Atributy hrají na různých ikonografických zobrazeních důležitou roli. Takovým atributem může být plamenný meč, který třímá bódhisattva Maňdžušrí a který slouží k rozsekávání nevědomosti a nevědomých. Důležitým a častým atributem bývá též např. vadžra symbolizující prázdnotu.